# 유순웅
유순웅은 대한민국의 배우이자 연출가이다.

## 학력
- 운호고등학교
- 한신대학교 기독교교육학과

## 출연작

### 영화
- 《인생은 아름다워》 (2022년) - 목포 사진관 주인 역
- 《뜨거운 피》 (2022년) - 채 의원 역
- 《기적》 (2021년) - 김 노인 역
- 《임계장》 (2020년) - 동식 역
- 《내가 죽던 날》 (2020년) - 영기 장인 역
- 《담보》 (2020년) - 병달 역
- 《삼진그룹 영어토익반》 (2020년) - 마을이장 역
- 《이장》 (2020년) - 관택 역
- 《배심원들》 (2019년) - 경비원 역
- 《말모이》 (2019년) - 함경도 교사 역
- 《챔피언》 (2018년) - 한의사 역
- 《7년의 밤》 (2018년) - 무녀 부 역
- 《염력》 (2018년) - 편의점 주인 역
- 《남한산성》 (2017년) - 대제학 역
- 《사랑하기 때문에》 (2017년) - 옆집할배 역
- 《폭발하는 황혼》 (2016년) - 이판국 역
- 《봉이 김선달》 (2016년) - 한봉수 역
- 《곡성》 (2016년) - 경찰서장 역
- 《파일 - 4022일의 사육》 (2015년) - 박씨 역
- 《돌연변이》 (2015년) - 주호창박사 역
- 《극비수사》 (2015년) - 서울아파트 경비 역
- 《헬머니》 (2015년) - 부동산업자 역
- 《신들린 연기》 (2014년) - 창식 역
- 《마담 뺑덕》 (2014년) - 소설반 노인 1 역
- 《명량》 (2014년) - 김 노인 역
- 《끝까지 간다》 (2014년) - 교통계장 역
- 《리턴매치》 (2014년) - 관리인 역
- 《48미터》 (2013년) - 류춘용 역
- 《광해, 왕이 된 남자》 (2012년) - 호판 역
- 《그녀의 단속반》 (2011년) - 단속반 역
- 《의뢰인》 (2011년) - 상회노인 역
- 《바다》 (2011년) - 열쇠가게 역
- 《최종병기 활》 (2011년) - 집례자 역
- 《짐승》 (2011년) - 집례자 역
- 《적과의 동침》 (2011년) - 요강가게 주인 역
- 《우리 이웃의 범죄》 (2011년) - 세동 부 역
- 《헬로우 고스트》 (2010년) - 노 형사 역
- 《된장》 (2010년) - 염전 주인 역
- 《빗자루, 금붕어 되다》 (2010년) - 장필 역

### 드라마
- 《우리 영화》 (2025년, SBS)
- 《웰컴투 삼달리》 (2023년, JTBC) - 부대춘 역
- 《이 연애는 불가항력》 (2023년, JTBC) - 오삼식 역
- 《아무것도 하고 싶지 않아》 (2022년, ENA) - 배영호 역
- 《당신이 소원을 말하면》 (2022년, KBS2) - 황차용 역
- 《멧돼지 사냥》 (2022년, MBC) - 마을이장 역
- 《보이스 4》 (2021년, tvN)
- 《보쌈 - 운명을 훔치다》 (2021년, MBN)
- 《하이바이, 마마!》 (2020년, tvN) - 납골당 경비 역
- 《위대한 쇼》 (2019년, tvN)
- 《특별근로감독관 조장풍》 (2019년, MBC)
- 《작은 신의 아이들》 (2018년, OCN)
- 《크로스》 (2018년, tvN) - 백규상 역
- 《KBS 드라마 스페셜 - 국시집 여자》 (2016년, KBS2)
- 《송곳》 (2015년, JTBC)
- 《오렌지 마말레이드》 (2015년, KBS2)
- 《MBC 드라마 페스티벌 - 하우스, 메이트》 (2014년, MBC) - 은영의 아버지 역

## 수상
- 2005년 전통연희개발추진위원회 전통연희본공모 최우수상
- 2004년 충북민예총 올해의예술가상
- 2002년 한국민족극운동협회 민족광대상
- 1999년 충북연극제 연기상